# Schloss Braunau

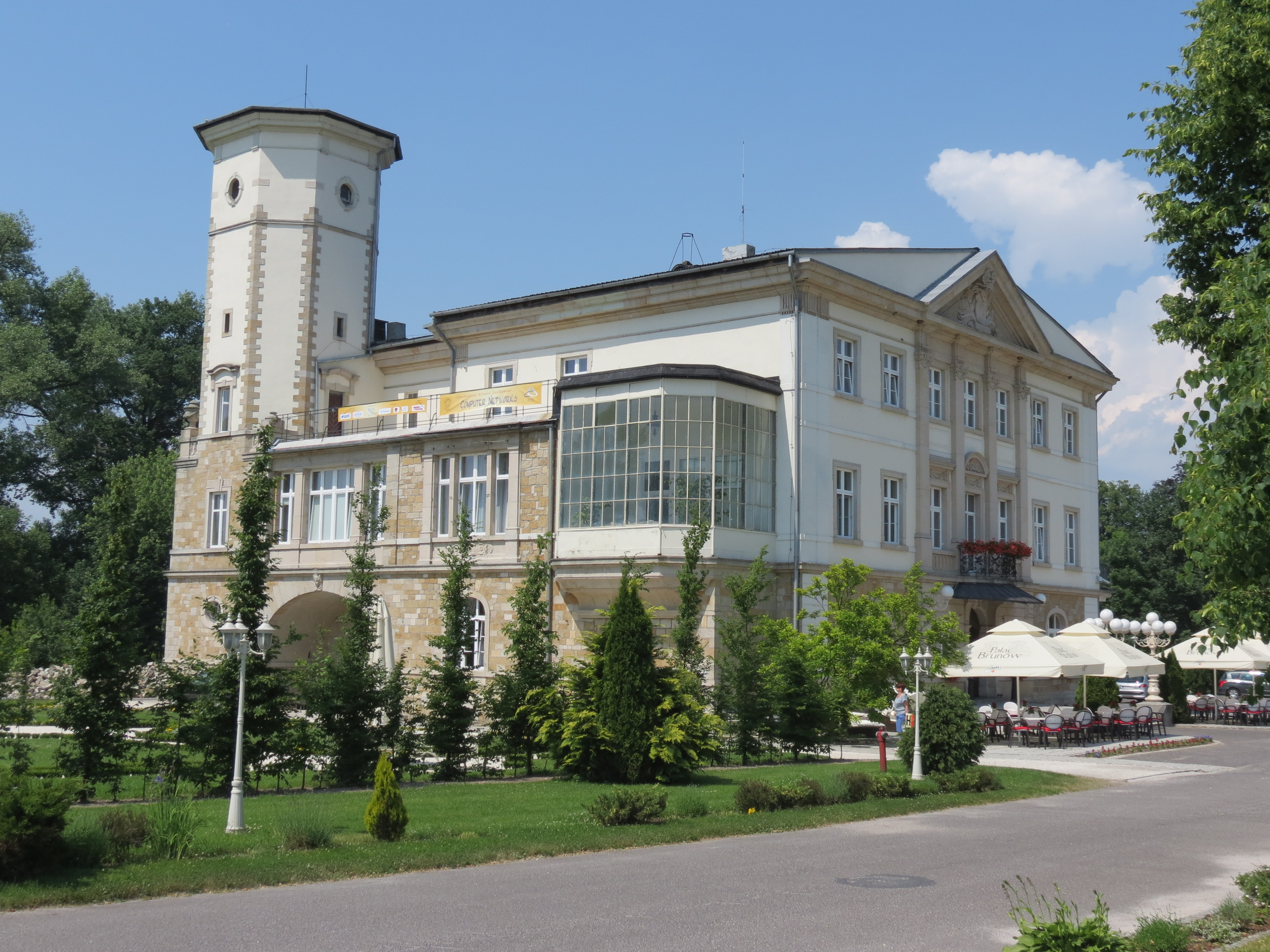
Schloss Braunau

Das Schloss Braunau (polnisch Pałac w Brunowie) befindet sich in Brunów (deutsch Braunau) in der Stadt- und Landgemeinde Lwówek Śląski (Löwenberg) im Powiat Lwówecki in der Woiwodschaft Niederschlesien in Polen.

## Geschichte

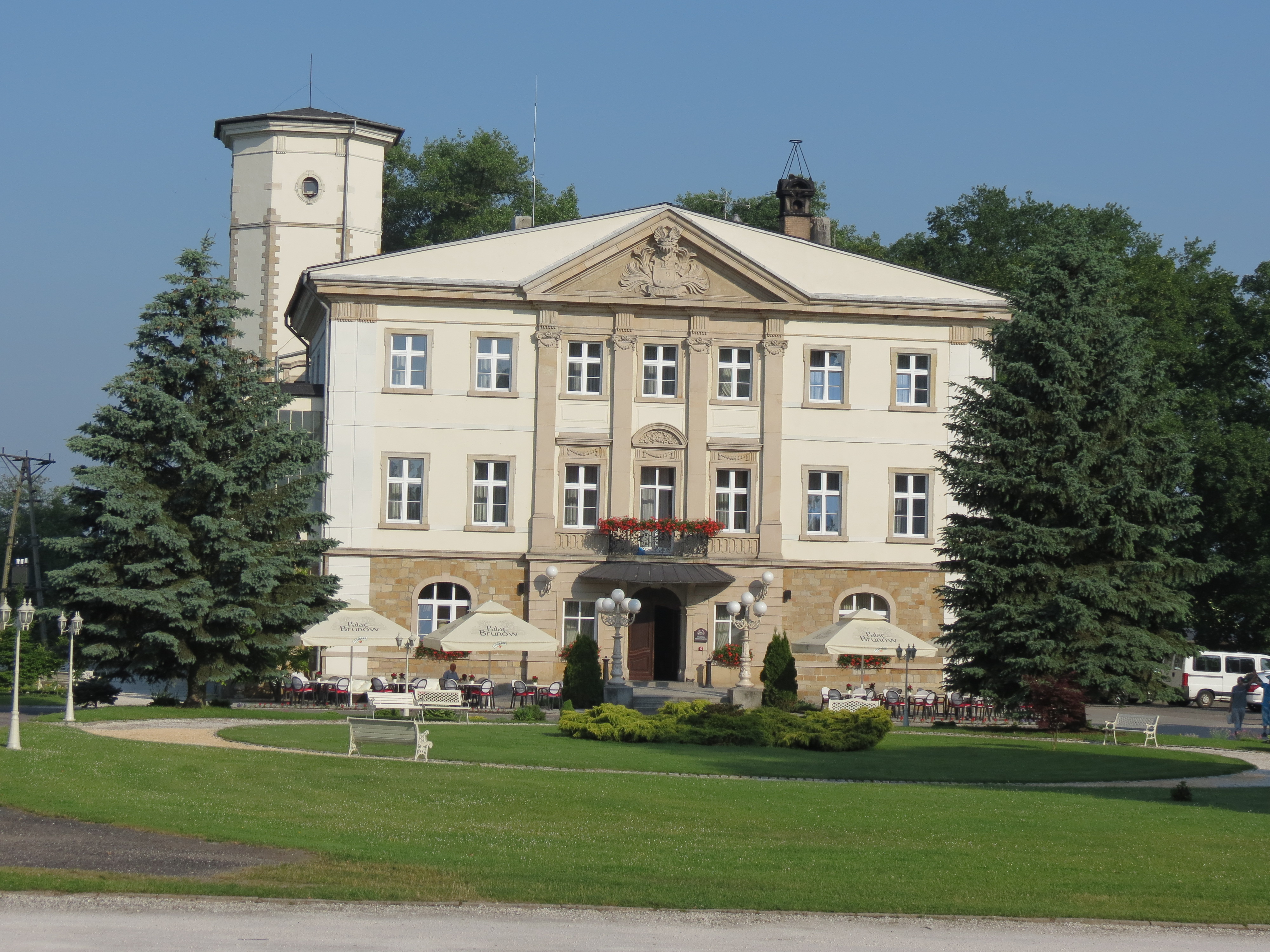
Ansicht der Hauptfassade

Für 1351 ist der Verkauf eines Vorwerks am Ort an den Bürgermeister der Stadt Löwenberg urkundlich belegt. Über die von Zedlitz und Kaspar von Zeckhorn gelangte das Gut 1558 an Melchior von Lest auf Schloss Hohlstein. Ein Herrenhaus entstand wohl unter den von Promnitz, die das Gut ab 1627 besaßen. Ab 1740, unter den von Glaubitz, wurde das heutige Barockschloss errichtet.
Nachdem Bernhard Wilhelm von Schmettau Besitzer war, gelangte das Gut 1787 an Christian Heinrich Ludwig von Schweinitz, 1796 durch die Ehe von dessen Tochter an Freiherr Schuler von Senden.
1838 erwarb der spätere Landrat von Löwenberg Georges von Cottenet Schloss und Gut Braunau. Er veranlasste die Anlage eines englischen Landschaftsparks. Bis zu dessen Tod im Jahre 1900 entstanden ein neogotisches Mausoleum und ein im Rundbogenstil errichteter Pferdestall. Unter seinen Nachkommen wurde das Schloss 1901–1902 neogotisch umgebaut und um einen verglasten Wintergarten erweitert. Ende der 1920er Jahre wurde das Gut an eine Siedlungsgesellschaft verkauft und im Schloss eine Volkssportschule untergebracht, der ab 1933 eine NSDAP-Reichssportschule folgte. Die Familie Cottenet wurde 1935 enteignet.
Als Folge des Zweiten Weltkriegs fielen Gut und Schloss Braunau zusammen mit Schlesien 1945 an Polen. Das Schloss blieb zunächst unbewohnt. Später wurde es nach entsprechenden Instandsetzungsarbeiten und Umbauten als Erholungsheim für Mitarbeiter der Staatsbahn genutzt. Das Mausoleum der Familie Cottonet wurde dem Verfall preisgegeben. Heute ist das Schloss in privatem Besitz und beherbergt ein Hotel.